# My Neighbors the Yamadas
My Neighbors the Yamadas (ホーホケキョとなりの山田くん, Hōhokekyo Tonari no Yamada-kun) is een Japanse animatiefilm uit 1999, geregisseerd door Isao Takahata en uitgebracht door Studio Ghibli. De film is een familiekomedie, getekend in de stijl van een strip. Dit is uniek, daar de meeste films van Studio Ghibli in animestijl zijn getekend.
De film is gebaseerd op de yonkomamanga Nono-chan van Hisaichi Ishii. Het was de eerste volledig digitale film van Studio Ghibli.

## Verhaal
De film draait om het leven van de Japanse familie Yamada, en de bizarre dingen die ze meemaken. Ze wonen in een buitenwijk van Tokio. Alle gezinsleden hebben zo hun eigen bizarre karaktertrekjes, welke vaak met elkaar botsen.
De film is vooral humoristisch, maar bevat wel een ondertoon van oprechtheid zoals in veel films van Isao Takahata.

## Cast

### Originele Japanse cast
| Acteur           | Personage       |
| ---------------- | --------------- |
| Hayato Isobata   | Noboru          |
| Masako Araki     | Shige           |
| Naomi Uno        | Nonoko          |
| Touru Masuoka    | Takashi         |
| Yukiji Asaoka    | Matsuko         |
| Akiko Yano       | Fujihara-Sensei |
| Kosanji Yanagiya | Haiku Reader    |

### Engelse cast
| Acteur             | Personage              |
| ------------------ | ---------------------- |
| James Belushi      | Takashi Yamada         |
| Molly Shannon      | Matsuko Yamada         |
| Daryl Sabara       | Noboro Yamada          |
| Liliana Mumy       | Nonoko Yamada          |
| Tress MacNeille    | Shige Yamano           |
| Erin Chambers      | Department Store Clerk |
| David Ogden Stiers | verteller              |

## Achtergrond
Takahata wilde dat in de film een tekenstijl zou worden gebruikt gelijk aan die van waterverftekeningen in plaats van celanimatie. Om deze reden werd de film digitaal getekend.
Ondanks goede kritieken was de film financieel geen succes in Japan.
De film bevat een aantal referenties naar Japanse cultuur zoals:
- De scène waarin Takashi en Matsuko een perzik eten, maar Noboru hier opeens uit tevoorschijn komt, is een referentie naar het volksverhaal Momotarō.
- De korte paragrafen geschreven in kalligrafie zijn haiku's van onder andere Matsuo Bashō, Busho, Taneda Santoka en Buson.
- In de film dansen Takashi en Matsuko de tango.
- In de film wordt gesproken over Moonlight Rider, de eerste Japanse superheld uit een televisieserie.

## Prijzen en nominaties
My Neighbors the Yamadas werd in 1999 genomineerd voor een Excellence Award voor animatie op het Japan Media Arts Festival.